# Economía de Nepal
Nepal es uno de los países más pobres y menos desarrollados del mundo, con aproximadamente 1/4 de su población viviendo bajo la línea de pobreza. Una sociedad aislada y agraria hasta la mitad del siglo XX, el país entró en la era moderna en 1951 sin escuelas, hospitales, carreteras, telecomunicaciones, energía eléctrica, industria y servicio civil. Sin embargo, el país ha hecho progreso hacia un desarrollo económico sostenible desde los años 50 y ha emprendido un programa de liberalización económica.
Nepal ha usado una serie de planes quinquenales en una tentativa de progresar en desarrollo económico. Terminó su noveno plan en 2002; su moneda se ha hecho convertible, y se han privatizado 17 empresas estatales. La ayuda exterior representa más de la mitad del presupuesto para el desarrollo. Las prioridades del gobierno a lo largo de los años han sido el desarrollo de infraestructuras de transportes y comunicaciones, de la industria, y de la agricultura. Desde 1975, se ha mejorado en la administración y el desarrollo rural.
La agricultura sigue siendo la principal actividad económica de Nepal; emplea al 80% de la población y proporciona el 37% del PIB.
Solo el 20% de la superficie total es cultivable. Otro 33% está ocupado por bosques, y la mayor parte del resto es montañoso. El arroz y el trigo son los principales cultivos. Las tierras bajas de la región del Tarai producen más de lo que se consume localmente, y parte del exceso suple la deficiencia de comida en las áreas montañosas.
El desarrollo económico en servicios sociales e infraestructura ha progresado. Está en desarrollo un programa de educación primaria para todo el país, y la Universidad de Tribhuvan tiene varios campus. Aunque continúan los esfuerzos para erradicar la malaria, ha sido controlada en la fértil pero antes inhabitable región del Tarai, en el sur. Katmandú está unida con India y las regiones montañosas cercanas por carretera y una red de autovías en expansión. La capital estuvo casi desabastecida de gasolina y transporte de provisiones por una huelga general en el sur de Nepal el 17 de febrero de 2008.
Las ciudades principales están conectadas a la capital mediante servicio de teléfonos y por aeropuertos domésticos. Las industrias de alfombras de estilo oriental y textiles han crecido rápidamente en los últimos años y juntos ahora representan aproximadamente el 70% de las exportaciones comerciales.

## Importaciones y exportaciones

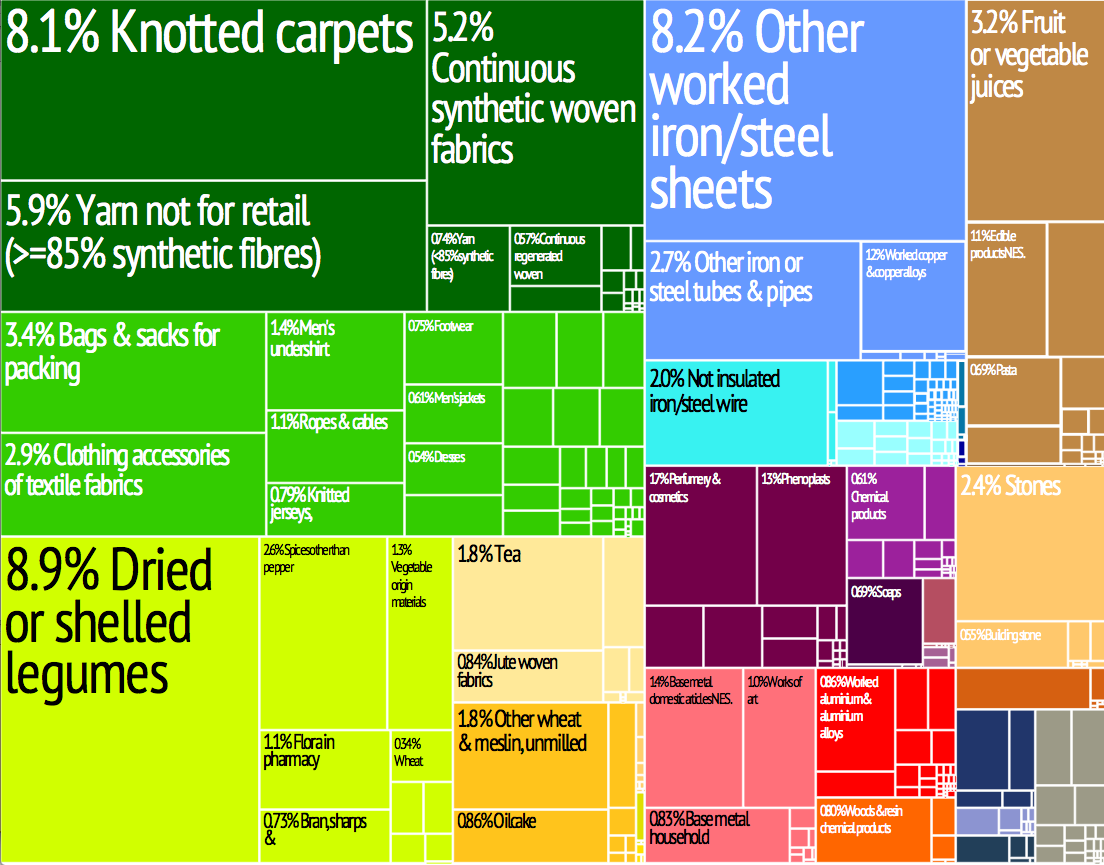
Representación gráfica de las exportaciones de Nepal por categorías de productos (en inglés).

El comercio de mercancías ha mejorado algo desde el año 2000 con el crecimiento de las industrias textiles y de alfombras. Las exportaciones del año 2000-2001 supusieron un aumento mayor (14%) que las importaciones (4,5%), la ayuda arrastró un déficit del comercio del 4% con respecto al año anterior, a 749 millones de dólares. El comercio con India se elevó rápidamente después de la conclusión del comercio bilateral de 1996 entre los dos países, y ahora suma el 43% de todas las exportaciones. Los esfuerzos de India de revisar el acuerdo, el cual tuvo que pasar una revisión, que se realiza cada 5 años, en diciembre de 2001, pudo frenar el crecimiento de las exportaciones de Nepal. El monzón anual, o su carencia, influyen fuertemente en el crecimiento de la economía. Desde 1996 a 1999, el crecimiento real del PIB fue menor del 4% en promedio. El índice de crecimiento se recuperó en 1999, alcanzando el 6% antes de la ligera caída en 2001 al 5,5%.
El fuerte funcionamiento de la exportación, incluyendo los ingresos procedentes del turismo, y la ayuda externa han ayudado a mejorar la situación de equilibrio de débitos totales e incrementar las reservas internacionales. Nepal recibe grandes cantidades de ayuda externa de India, la República de China, Reino Unido, Estados Unidos, Japón, Alemania y los países escandinavos. Muchas organizaciones internacionales, tales como el Banco Mundial, el Banco de Desarrollo Asiático y el Programa de Desarrollo de la ONU también proporcionan ayuda. En junio de 1998, Nepal sometió su memorándum sobre un régimen de comercio exterior a la Organización Mundial del Comercio, y en mayo de 2000 empezaron las negociaciones directas sobre la viabilidad de su ingreso.

## Recursos

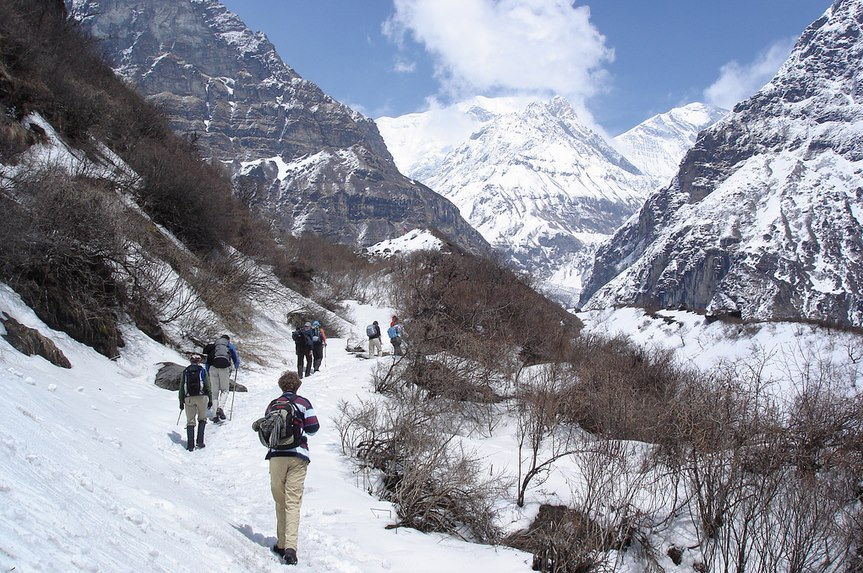
Turistas haciendo trekking en la región del Annapurna en el oeste de Nepal. El turismo juega un papel vital en la economía de Nepal.

Se han realizado progresos fundamentalmente en la explotación de los recursos naturales, turismo y energía hidroeléctrica. Con 8 de los 10 picos montañosos más altos del mundo, incluyendo el monte Everest a 8.850 metros, a comienzos de los años 90 se planearon grandes proyectos públicos y privados. Algunos ya se han acabado. Los proyectos hidroeléctricos en curso financiados con capital privado más significativos son el proyecto Khimti Khola (60 MW) y el  Bhote Koshi (36 MW). Estos proyectos dependen de que China, India y Japón también avancen en ellos. 
El impacto medioambiental de los proyectos hidroeléctricos de Nepal ha sido limitado por el hecho de que la mayoría siguen el curso de ríos, con solo un proyecto de almacenaje contemplado hasta el momento. El más grande bajo una gran consideración es el sector privado del este de Seti (750 MW), el proyecto de almacenaje que es dedicado a exportaciones. Las negociaciones con India para un acuerdo de compra de energía han estado en activo durante bastantes años, pero no hay acuerdo sobre el precio y la financiación. Actualmente, la demanda de electricidad de Nepal está aumentado un 8-10% cada año y un acuerdo con India podría comprometer el abastecimiento local.
La presión demográfica sobre los recursos naturales se está incrementando. El exceso de población está también sometiendo la capacidad de soporte de las zonas montañosas del interior, particularmente del valle del Katmandú, dando lugar al agotamiento de las zonas de cultivo para cosechas, combustible, y forraje y contribuyendo a la erosión del terreno e inundaciones. Aunque el terreno escarpado de las zonas montañosas dificulta su explotación, existen pequeños yacimientos de minerales de caliza, magnesita, zinc, cobre, hierro, mica, plomo y cobalto.
Nepal es el mercado de mostaza más grande de Asia.

## Tendencia macroeconómica
Esta es una tabla  sobre la evolución del PIB de Nepal Fondo Monetario Internacional, expresado en millones de rupias nepalesas.
| Año  | Producto interior bruto |
| ---- | ----------------------- |
| 1960 | 3,870                   |
| 1965 | 5,602                   |
| 1970 | 8,768                   |
| 1975 | 16,571                  |
| 1980 | 23,350                  |
| 1985 | 46,586                  |
| 1990 | 103,415                 |
| 1995 | 219,174                 |
| 2000 | 379,488                 |